# Panaji
Panaji (hindi पणजी, trb.: Panadźi, trl.: Paṇajī; ang. Panaji, dawniej Panjim) – miasto w Indiach, stolica stanu Goa. Położone nad estuarium rzeki Mandovi niedaleko od Morza Arabskiego. Zamieszkane jest przez 65 000 osób (trzecie co do wielkości miasto stanu).
Miasto zostało założone na miejscu małej wioski Pangem i nazwane w 1843 Nova Goa po tym jak stało się stolicą Indii Portugalskich. Po przyłączeniu Goa do Indii od 1961 było stolicą związkowego terytorium Goa, Daman i Diu, a od 1987 stanu Goa.